# Вигін Чабанка
Вигін Чабанка — один з об'єктів природно-заповідного фонду Запорізької області, ландшафтний заказник місцевого значення.

## Розташування
Об'єкт розташований на території Оріхівського району Запорізької області, на території Омельницької сільської ради, в межах земель Оріхівського лісництва — квартали № 88, 89 ДП «Пологівське ЛМГ» [Архівовано 1 лютого 2020 у Wayback Machine.].

## Історія
Статус отримано рішенням Запорізького обласного виконавчого комітету від 17 серпня 1999 року. Назва походить від професії пастухів овець — чабанів, яки випасали на цьому місці худобу.

## Мета
Мета створення заказника — збереження ландшафтного та біологічного різноманіття, підтримання екологічного балансу, раціональне використання природних і рекреаційних ресурсів Запорізької області.

## Значення
Ландшафтний заказник місцевого значення «Вигін Чабанка» має особливе природоохоронне, естетичне і пізнавальне значення.

## Площа
Загальна площа ландшафтного заказника місцевого значення «Вигін Чабанка» становить 103 га.

## Флора
На території Чабанки росте багато різноманітних дерев, кущів та трав'янистих рослин, серед яких багато лікарських: чебрець дніпровський, ромашка, деревій звичайний тощо. Серед цього зеленого різноманіття зустрічаються і такі рослини, що занесені до Червоної Книги України, Червоної Книги Запорізької області та підлягають захисту і охороні. Саме до таких рідкісних рослин належить горицвіт весняний.

## Екологічні проблеми
У селі Омельник Оріхівського району вже декілька років використовується заповідна територія місцевого заказника. За словами місцевих мешканців, колись тут були пасовища, багата рослинність та різноманітний тваринний світ. Зараз «Чабанка» перетворилася на сільськогосподарські угіддя. З року в рік заповідну землю засіюють соняшником та зерном.
Тепер замість унікального природного комплексу тут — гектари соняшника та бур'яну. До деяких клаптиків землі «господарники» ще не дібралися. Можливо, через те, що більша частина з них рясно усипана впадинами. Соняхи тут займають декілька десятків гектарів. Не помітити їх неможливо.
Одна з ймовірних причин такої ситуації — відсутність меж заповідних територій. Офіційно заказник не відмежовано від населеного пункту та сільськогосподарських площ. Теоретично це дає можливість вигадати абсурдну причину розорювання земель: фермери просто не помітили, де починається заказник, тому «залізли» на його територію.
Слідкувати за тим, щоб заповідні землі не використовувалися не за призначенням, має відомство, за яким ця територія закріплена. Але й тут постають питання. Дані районної та сільської рад щодо приналежності заказника не збігаються. Так, Оріхівська районна державна адміністрація каже, що «Чабанка» перебуває у віданні Пологівського лісничо-мисливського господарства, а Омельницька сільська рада зазначає, що земля закріплена за Василівським лісництвом. При цьому треба зазначити, що в Оріхівського району, на території якого і знаходиться вигін, є власне лісництво.